# Resolució 163 del Consell de Seguretat de les Nacions Unides
La Resolució 163 del Consell de Seguretat de les Nacions Unides fou adoptada el 9 de juny de 1961 després de la Resolució 1603 de l'Assemblea General declarant Angola Territori no-autònom reafirmant la resolució del Consell demanant a Portugal que actuï segons els termes. El Consell va demanar als portuguesos que desistissin en les mesures repressives i estenguessin totes les facilitats al Subcomitè sobre la situació a Angola, nomenat de conformitat amb els termes de la resolució de l'Assemblea, i expressant l'esperança que es trobi una solució pacífica i sol·licita que el Subcomitè n'informi al Consell i l'Assemblea General tan aviat com sigui possible.
Un cert nombre d'estats membres havien expressat la seva preocupació per la situació dels drets humans a Angola, inclosa la negació del dret a l'autodeterminació, massacres i la repressió armada dels pobles d'Angola. Representants de Portugal, Índia, Ghana, Congo (Leopoldville), Congo (Brazzaville), Nigèria, Mali, Etiòpia i Marroc foren convidats a participar en les trobades.
La resolució va ser adoptada per nou vots contra cap; França i Regne Unit es va abstenir.